# Global Mag
Global (Originaltitel Global Mag) war ein Fernsehmagazin des deutsch-französischen Fernsehsenders ARTE. Die Erstausstrahlung fand am 9. Januar 2009 statt. Es behandelte Themen, wie nachhaltige Entwicklung, Umwelt und »Lifestyle«. Das Magazin wurde von der französischen Nachrichtenagentur CAPA produziert und wochentags um 0:30 Uhr auf ARTE ausgestrahlt. Die Sendung wurde von Émilie Aubry moderiert. Am 17. Dezember 2011 wurde die letzte Episode ausgestrahlt.